# Linea di successione al trono dei Paesi Bassi

Lo stemma della monarchia olandese.

La linea di successione al trono dei Paesi Bassi (lijn van de Nederlandse troonopvolging) segue il criterio della primogenitura eguale, il che significa che il trono spetta al figlio primogenito indipendentemente dal sesso.
A differenza di altri stati, la legge salica non è mai stata applicata nei Paesi Bassi fin dall'inizio della monarchia, nel 1814. La costituzione del 1814 prevedeva infatti la legge semi-salica e stabiliva che al sovrano succedesse suo figlio maschio (o suo nipote), seguito dal fratello del re e dai figli. Qualora non ci fossero stati più eredi maschi, il trono sarebbe passato alla femmina più prossima in linea di successione.
La costituzione del 1887 modificò leggermente questa legge, in modo tale da dare alla figlia del re la precedenza rispetto al fratello del re. Nel 1922 la costituzione venne nuovamente modificata per limitare la linea di successione a tre gradi di parentela dal sovrano regnante. La nascita del principe Guglielmo Alessandro, nel 1967, fu la prima di un erede al trono di sesso maschile nella famiglia reale olandese dal 1884.
Nel 1983 venne introdotta la primogenitura assoluta. Nel 2021 il primo ministro Mark Rutte dichiarò che, qualora l'erede al trono sposasse una persona dello stesso sesso, non perderebbe i propri diritti dinastici.

## Linea di successione
La linea di successione dei Paesi Bassi è la seguente:
- Sua maestà la regina Giuliana dei Paesi Bassi (1909-2004), figlia di Guglielmina dei Paesi Bassi
  -  Sua maestà la regina Beatrice dei Paesi Bassi (1938), prima figlia di Giuliana dei Paesi Bassi.
    -  Sua maestà il re Guglielmo Alessandro dei Paesi Bassi, nato nel 1967, primo figlio della regina Beatrice dei Paesi Bassi e attuale sovrano dei Paesi Bassi dal 30 aprile 2013.
      - 1. Sua altezza reale la principessa Caterina Amalia, principessa d'Orange, nata nel 2003, figlia primogenita del re[4]
      - 2. Sua altezza reale la principessa Alexia dei Paesi Bassi, nata nel 2005, seconda figlia del re
      - 3. Sua altezza reale la principessa Ariane dei Paesi Bassi, nata nel 2007, terza figlia del re

    - 4. Sua altezza reale il principe Costantino dei Paesi Bassi, nato nel 1969, terzo figlio della regina Beatrice dei Paesi Bassi e fratello del re
      - 5. Contessa Eloise di Orange-Nassau, nata nel 2002, prima figlia del principe Costantino
      - 6. Conte Claus-Casimir di Orange-Nassau, nato nel 2004, figlio del principe Costantino
      - 7. Contessa Leonore di Orange-Nassau, nata nel 2006, seconda figlia del principe Costantino

  - 8. Sua altezza reale la principessa Margherita dei Paesi Bassi, principessa di Lippe-Biesterfeld, nata nel 1943, terza figlia della regina Giuliana e sorella della regina Beatrice

Legenda:
- : simbolo di un sovrano precedente.
- : simbolo del sovrano regnante.

## Persone escluse dalla linea di successione
- Il principe Friso, morto il 12 agosto 2013,[5] secondogenito della regina Beatrice, venne rimosso dalla linea di successione nel 2004 quando si sposò senza l'obbligatoria approvazione del parlamento olandese. Anche le sue due figlie, Luana e Zaria, sono escluse dalla linea di successione.

Schema dell'attuale linea di successione.
Persone in linea di successione.
Persone fuori dalla linea di successione.
Persone decedute o che non sono in linea di successione.

- Pietro Cristiano di Orange-Nassau van Vollenhoven e Floris di Orange-Nassau van Vollenhoven (i due figli della principessa Margherita dei Paesi Bassi) sono stati rimossi dalla linea di successione il 30 aprile 2013 perché parenti oltre il terzo grado del nuovo re Guglielmo Alessandro, inoltre, la decisione di rimozione fu decisa anche per il non aver chiesto l'approvazione del parlamento al loro matrimonio.
- Due sorelle della regina Beatrice, Irene e Cristina, sono state rimosse dalla linea di successione quando si sono sposate senza l'approvazione del parlamento.

     Persone in linea di successione.
     Persone fuori dalla linea di successione.
     Persone decedute o che non sono in linea di successione.